# Hendrik de Waard
Hendrik de Waard (Groningen, 20 april 1922 – aldaar, 11 augustus 2008) was een Nederlands natuurkundige.
De Waard is geboren en getogen in de stad Groningen. Daar bezocht hij het Praedinius Gymnasium van 1934-1940 en hij studeerde er aan de Rijksuniversiteit Groningen van 1940 tot 1949, met uitzondering van twee jaar gedurende de Tweede Wereldoorlog. Zijn vroegste onderzoek betrof atoomfysica, beginnend in 1942 met het onderzoek naar het gedrag van elektronen in kwikdamp. Na de oorlog richtte hij zijn onderzoek op het aantonen van de polarisatie van elektronen.
In 1948 richtte hij zich op nucleaire spectroscopie en in 1954 ontving hij zijn doctoraat met een proefschrift met de Engelse titel Scintillation coincidence studies of the decay of 181Hf and 193Os and the isomerism of odd proton nuclei. Na een verblijf in Zweden (als docent aan de Universiteit van Uppsala) en Finland waar hij baanbrekend onderzoek deed, keerde hij in 1955 terug naar Groningen waar hij aan de universiteit vanaf 1956 de leerstoel experimentele fysica bezette, gevolgd in 1958 door een volledig professorschap in hetzelfde vak.
In 1962 vervulde hij een gastprofessorschap aan de universiteit van Illinois te Urbana-Champaign. Hier begon hij met onderzoek in het recent begonnen onderwerp van de Mössbauerspectroscopie. Terug in Groningen breidde hij dit onderzoek verder uit, tezamen met dr. S.A. Drentje. De Waard besteedde veertig jaar van zijn leven aan het bestuderen van het Mössbauereffect, en was een van de vroegste onderzoekers van dit fenomeen. In latere jaren richtte hij zich, samen met professor Richard Frankel, op magnetisme in bacteriën, in het bijzonder de magnetotactic bacteria.
Hij was internationaal bekend als hoogleraar natuurkunde. Hij probeerde zijn vak interessant te maken voor een breder publiek, onder meer door het doen van proeven die voor iedereen toegankelijk waren. Na zijn emeritaat werd de Hendrik de Waard Stichting opgericht, die jaarlijks de naar hem vernoemde lezing over een actueel natuurkundig onderwerp organiseert.
Professor de Waard ontving vele onderscheidingen, waaronder die van de Koninklijke Nederlandse Akademie van Wetenschappen, een Fellowship van de American Physical Society, de Steinmetz-medaille van de Bond van Nederlandse volksuniversiteiten en het erelidmaatschap van de European Physical Society en de Fysisch-Mathematische Faculteitsvereniging.